# Phase finale de la Ligue Europa 2015-2016
Pour un article plus général, voir Ligue Europa 2015-2016.
Navigation
Phase de groupes Finale
La phase finale de l'édition 2015-2016 de la Ligue Europa démarre le 18 février 2016 avec la phase aller des seizièmes de finale et se termine le 18 mai 2016 avec la finale au Parc Saint-Jacques de Bâle afin de décider du vainqueur de la compétition.
Un total de trente-deux équipes y prend part.
Jusqu'au 28 mars (huitièmes de finale), les horaires sont en CET (UTC+1), ils passent ensuite en CEST (UTC+2) pour les quarts de finale et au-delà.

## Calendrier
Tous les tirages au sort ont lieu au quartier général de l’UEFA à Nyon en Suisse.
| Phase                                                  | Tirage au sort                           | Date aller                               | Date retour                              | Équipes participantes |
| ------------------------------------------------------ | ---------------------------------------- | ---------------------------------------- | ---------------------------------------- | --------------------- |
| Seizièmes de finale                                    | 14 décembre 2015                         | 18 février                               | 25 février                               | 32 (24 + 8)           |
| Huitièmes de finale                                    | 26 février 2016                          | 10 mars                                  | 17 mars                                  | 16                    |
| Quarts de finale                                       | 18 mars 2016                             | 7 avril                                  | 14 avril                                 | 8                     |
| Demi-finale                                            | 15 avril 2016                            | 28 avril                                 | 5 mai                                    | 4                     |
| Finale                                                 | 18 mai 2016 au Parc Saint-Jacques à Bâle | 18 mai 2016 au Parc Saint-Jacques à Bâle | 18 mai 2016 au Parc Saint-Jacques à Bâle | 2                     |
| en italique : clubs repêchés de la Ligue des champions |                                          |                                          |                                          |                       |

Certains matchs peuvent également être joués le mardi ou le mercredi en cas de conflits organisationnels.

## Tirage au sort
La mécanique des tirages au sort pour chaque phase est la suivante :
- Lors du tirage au sort des seizièmes de finale, les douze 1ers des groupes et les meilleurs 3es de la phase de groupe de la Ligue des champions sont têtes de série, les douze 2es et les autres 3es de la Ligue des champions ne sont donc pas têtes de série. Les têtes de série sont opposées aux non-têtes de série, les têtes de série jouant forcément le match retour à domicile. Les équipes du même groupe ou de la même associations ne peuvent être opposées lors de cette phase.
- Lors du tirage au sort des huitièmes de finale, il n'y a pas de tête de série, et les équipes issues du même groupe ou de la même association ne peuvent être opposées lors de cette phase.
- Les tirages au sort des tours suivants ne comportent aucune restriction.

Le 17 juillet 2014, le Panel d'urgence de l’UEFA décide que les clubs ukrainiens et russes ne pouvaient être tirés ensemble « jusqu'à nouvel ordre » en raison de la situation politique entre les deux pays. De ce fait, les clubs ukrainiens et russes ne peuvent être opposés lors d'aucune phase, à l'exception de la finale.

## Format
La phase finale concerne trente-deux équipes : vingt-quatre d'entre elles s'étant qualifiées en tant que 1ers ou 2es de chacun des douze groupes lors de la phase de groupes, et les huit autres étant les 3es des groupes de la Ligue des champions.
Lors de la phase finale, chaque confrontation, à l'exception de la finale, se joue sur deux matchs, chaque équipe jouant un match à domicile et à l'extérieur. L'équipe ayant marqué le plus de buts à l'agrégat avance à la phase suivante. Si les deux équipes sont à égalité, la règle des buts marqués à l'extérieur s'applique (l'équipe ayant marqué le plus de buts à l'extérieur sur les deux matchs est qualifiée). Si les buts marqués à l'extérieur ne permettent de départager les deux équipes, trente minutes de prolongations s'ensuivent. La règle des buts marqués à l'extérieur s'applique également lors de cette phase si d'autres buts sont marqués. Si aucun autre but n'est marqué durant les prolongations, le vainqueur est décidé aux tirs au but. Lors de la finale, qui n'est jouée que sur un seul match, si les deux équipes sont à égalité à l'issue du temps réglementaire, les prolongations sont jouées, suivies par les tirs au but si les deux équipes n'ont pu se départager.

## Équipes qualifiées
Fenerbahçe
 Galatasaray
| Groupe | 1er de groupe - Tête de série | 2e de groupe - Non-tête de série |
| ------ | ----------------------------- | -------------------------------- |
| A      | Molde FK                      | Fenerbahçe                       |
| B      | Liverpool FC                  | FC Sion                          |
| C      | FK Krasnodar                  | Borussia Dortmund                |
| D      | SSC Naples                    | FC Midtjylland                   |
| E      | Rapid Vienne                  | Villarreal CF                    |
| F      | Sporting Braga                | Olympique de Marseille           |
| G      | Lazio Rome                    | AS Saint-Étienne                 |
| H      | Lokomotiv Moscou              | Sporting CP                      |
| I      | FC Bâle                       | AC Fiorentina                    |
| J      | Tottenham Hotspur             | RSC Anderlecht                   |
| K      | Schalke 04                    | Sparta Prague                    |
| L      | Athletic Bilbao               | FC Augsbourg                     |

Classement des troisièmes de poules en Ligue des champions.
 
Les quatre meilleurs repêchés de Ligue des champions sont têtes de série.
| Rang | Équipe            | Pts | J | G | N | P | Bp | Bc | Diff |
| ---- | ----------------- | --- | - | - | - | - | -- | -- | ---- |
| 1    | FC Porto          | 10  | 6 | 3 | 1 | 2 | 9  | 8  | +1   |
| 2    | Olympiakos        | 9   | 6 | 3 | 0 | 3 | 6  | 13 | -7   |
| 3    | Manchester United | 8   | 6 | 2 | 2 | 2 | 7  | 7  | 0    |
| 4    | Bayer Leverkusen  | 6   | 6 | 1 | 3 | 2 | 13 | 12 | +1   |
| 5    | Séville FC        | 6   | 6 | 2 | 0 | 4 | 8  | 11 | -3   |
| 6    | Valence CF        | 6   | 6 | 2 | 0 | 4 | 5  | 9  | -4   |
| 7    | Galatasaray       | 5   | 6 | 1 | 2 | 3 | 6  | 10 | -4   |
| 8    | Chakhtar Donetsk  | 3   | 6 | 1 | 0 | 5 | 7  | 14 | -7   |

Source : UEFA

Règles de classification : 1- Points ; 2- Différence de buts ; 3- Buts marqués ; 4- Buts marqués à l'extérieur ; 5- Victoires ; 6- Victoires à l'extérieur ; 7- Coefficient de club

## Tableau final
|  | Huitièmes de finale | Huitièmes de finale | Huitièmes de finale   | Huitièmes de finale   |                   |                   | Quarts de finale | Quarts de finale | Quarts de finale | Quarts de finale |  |  | Demi-finales | Demi-finales | Demi-finales | Demi-finales |  |  | Finale                                 | Finale | Finale | Finale |
|  |                     |                     |                       |                       |                   |                   |                  |                  |                  |                  |  |  |              |              |              |              |  |  |                                        |        |        |        |
|  |                     |                     |                       |                       |                   |                   |                  |                  |                  |                  |  |  |              |              |              |              |  |  | 18 mai 2016 - Parc Saint-Jacques, Bâle |        |        |        |
|  | Villarreal CF       | Villarreal CF       | 2                     | 0                     |                   |                   |                  |                  |                  |                  |  |  |              |              |              |              |  |  |                                        |        |        |        |
|  | Villarreal CF       | Villarreal CF       | 2                     | 0                     |                   |                   |                  |                  |                  |                  |  |  |              |              |              |              |  |  |                                        |        |        |        |
|  | Bayer Leverkusen    | Bayer Leverkusen    | 0                     | 0                     |                   |                   |                  |                  |                  |                  |  |  |              |              |              |              |  |  |                                        |        |        |        |
|  | Bayer Leverkusen    | Bayer Leverkusen    | 0                     | 0                     | Villarreal CF     | Villarreal CF     | 2                | 4                |                  |                  |  |  |              |              |              |              |  |  |                                        |        |        |        |
|  |                     |                     |                       |                       | Villarreal CF     | Villarreal CF     | 2                | 4                |                  |                  |  |  |              |              |              |              |  |  |                                        |        |        |        |
|  |                     |                     | Sparta Prague         | Sparta Prague         | 1                 | 2                 |                  |                  |                  |                  |  |  |              |              |              |              |  |  |                                        |        |        |        |
|  | Sparta Prague       | Sparta Prague       | Sparta Prague         | Sparta Prague         | 1                 | 2                 | 1                | 3                |                  |                  |  |  |              |              |              |              |  |  |                                        |        |        |        |
|  | Sparta Prague       | Sparta Prague       |                       |                       |                   |                   |                  | 3                |                  |                  |  |  |              |              |              |              |  |  |                                        |        |        |        |
|  | Lazio Rome          | Lazio Rome          | 1                     | 0                     |                   |                   |                  |                  |                  |                  |  |  |              |              |              |              |  |  |                                        |        |        |        |
|  | Lazio Rome          | Lazio Rome          | 1                     | 0                     | Villarreal CF     | Villarreal CF     | 1                | 0                |                  |                  |  |  |              |              |              |              |  |  |                                        |        |        |        |
|  |                     |                     |                       |                       | Villarreal CF     | Villarreal CF     | 1                | 0                |                  |                  |  |  |              |              |              |              |  |  |                                        |        |        |        |
|  |                     |                     | Liverpool FC          | Liverpool FC          | 0                 | 3                 |                  |                  |                  |                  |  |  |              |              |              |              |  |  |                                        |        |        |        |
|  | Borussia Dortmund   | Borussia Dortmund   | Liverpool FC          | Liverpool FC          | 0                 | 3                 | 3                | 2                |                  |                  |  |  |              |              |              |              |  |  |                                        |        |        |        |
|  | Borussia Dortmund   | Borussia Dortmund   |                       |                       |                   |                   |                  | 2                |                  |                  |  |  |              |              |              |              |  |  |                                        |        |        |        |
|  | Tottenham Hotspur   | Tottenham Hotspur   | 0                     | 1                     |                   |                   |                  |                  |                  |                  |  |  |              |              |              |              |  |  |                                        |        |        |        |
|  | Tottenham Hotspur   | Tottenham Hotspur   | 0                     | 1                     | Borussia Dortmund | Borussia Dortmund | 1                | 3                |                  |                  |  |  |              |              |              |              |  |  |                                        |        |        |        |
|  |                     |                     |                       |                       | Borussia Dortmund | Borussia Dortmund | 1                | 3                |                  |                  |  |  |              |              |              |              |  |  |                                        |        |        |        |
|  |                     |                     | Liverpool FC          | Liverpool FC          | 1                 | 4                 |                  |                  |                  |                  |  |  |              |              |              |              |  |  |                                        |        |        |        |
|  | Liverpool FC        | Liverpool FC        | Liverpool FC          | Liverpool FC          | 1                 | 4                 | 2                | 1                |                  |                  |  |  |              |              |              |              |  |  |                                        |        |        |        |
|  | Liverpool FC        | Liverpool FC        |                       |                       |                   |                   |                  | 1                |                  |                  |  |  |              |              |              |              |  |  |                                        |        |        |        |
|  | Manchester United   | Manchester United   | 0                     | 1                     |                   |                   |                  |                  |                  |                  |  |  |              |              |              |              |  |  |                                        |        |        |        |
|  | Manchester United   | Manchester United   | 0                     | 1                     | Liverpool FC      | Liverpool FC      | 1                | 1                |                  |                  |  |  |              |              |              |              |  |  |                                        |        |        |        |
|  |                     |                     |                       |                       | Liverpool FC      | Liverpool FC      | 1                | 1                |                  |                  |  |  |              |              |              |              |  |  |                                        |        |        |        |
|  |                     |                     | Séville FC            | Séville FC            | 3                 | 3                 |                  |                  |                  |                  |  |  |              |              |              |              |  |  |                                        |        |        |        |
|  | Fenerbahçe          | Fenerbahçe          | Séville FC            | Séville FC            | 3                 | 3                 | 1                | 1                |                  |                  |  |  |              |              |              |              |  |  |                                        |        |        |        |
|  | Fenerbahçe          | Fenerbahçe          |                       |                       |                   |                   |                  | 1                |                  |                  |  |  |              |              |              |              |  |  |                                        |        |        |        |
|  | Sporting Braga      | Sporting Braga      | 0                     | 4                     |                   |                   |                  |                  |                  |                  |  |  |              |              |              |              |  |  |                                        |        |        |        |
|  | Sporting Braga      | Sporting Braga      | 0                     | 4                     | Sporting Braga    | Sporting Braga    | 1                | 0                |                  |                  |  |  |              |              |              |              |  |  |                                        |        |        |        |
|  |                     |                     |                       |                       | Sporting Braga    | Sporting Braga    | 1                | 0                |                  |                  |  |  |              |              |              |              |  |  |                                        |        |        |        |
|  |                     |                     | Chakhtar Donetsk      | Chakhtar Donetsk      | 2                 | 4                 |                  |                  |                  |                  |  |  |              |              |              |              |  |  |                                        |        |        |        |
|  | Chakhtar Donetsk    | Chakhtar Donetsk    | Chakhtar Donetsk      | Chakhtar Donetsk      | 2                 | 4                 | 3                | 1                |                  |                  |  |  |              |              |              |              |  |  |                                        |        |        |        |
|  | Chakhtar Donetsk    | Chakhtar Donetsk    |                       |                       |                   |                   |                  | 1                |                  |                  |  |  |              |              |              |              |  |  |                                        |        |        |        |
|  | RSC Anderlecht      | RSC Anderlecht      | 1                     | 0                     |                   |                   |                  |                  |                  |                  |  |  |              |              |              |              |  |  |                                        |        |        |        |
|  | RSC Anderlecht      | RSC Anderlecht      | 1                     | 0                     | Chakhtar Donetsk  | Chakhtar Donetsk  | 2                | 1                |                  |                  |  |  |              |              |              |              |  |  |                                        |        |        |        |
|  |                     |                     |                       |                       | Chakhtar Donetsk  | Chakhtar Donetsk  | 2                | 1                |                  |                  |  |  |              |              |              |              |  |  |                                        |        |        |        |
|  |                     |                     | Séville FC            | Séville FC            | 2                 | 3                 |                  |                  |                  |                  |  |  |              |              |              |              |  |  |                                        |        |        |        |
|  | Athletic Bilbao     | Athletic Bilbao     | Séville FC            | Séville FC            | 2                 | 3                 | 1                | 1                |                  |                  |  |  |              |              |              |              |  |  |                                        |        |        |        |
|  | Athletic Bilbao     | Athletic Bilbao     |                       |                       |                   |                   |                  | 1                |                  |                  |  |  |              |              |              |              |  |  |                                        |        |        |        |
|  | Valence CF          | Valence CF          | 0                     | 2                     |                   |                   |                  |                  |                  |                  |  |  |              |              |              |              |  |  |                                        |        |        |        |
|  | Valence CF          | Valence CF          | 0                     | 2                     | Athletic Bilbao   | Athletic Bilbao   | 1                | 2 (4)            |                  |                  |  |  |              |              |              |              |  |  |                                        |        |        |        |
|  |                     |                     |                       |                       | Athletic Bilbao   | Athletic Bilbao   | 1                | 2 (4)            |                  |                  |  |  |              |              |              |              |  |  |                                        |        |        |        |
|  |                     |                     | Séville FC (t. a. b.) | Séville FC (t. a. b.) | 2                 | 1 (5)             |                  |                  |                  |                  |  |  |              |              |              |              |  |  |                                        |        |        |        |
|  | FC Bâle             | FC Bâle             | Séville FC (t. a. b.) | Séville FC (t. a. b.) | 2                 | 1 (5)             | 0                | 0                |                  |                  |  |  |              |              |              |              |  |  |                                        |        |        |        |
|  | FC Bâle             | FC Bâle             |                       |                       |                   |                   |                  | 0                |                  |                  |  |  |              |              |              |              |  |  |                                        |        |        |        |
|  | Séville FC          | Séville FC          | 0                     | 3                     |                   |                   |                  |                  |                  |                  |  |  |              |              |              |              |  |  |                                        |        |        |        |
|  | Séville FC          | Séville FC          | 0                     | 3                     |                   |                   |                  |                  |                  |                  |  |  |              |              |              |              |  |  |                                        |        |        |        |
|  |                     |                     |                       |                       |                   |                   |                  |                  |                  |                  |  |  |              |              |              |              |  |  |                                        |        |        |        |

## Seizièmes de finale
Le tirage au sort des seizièmes de finale a lieu le 14 décembre 2015. Les matchs aller se jouent les 16 et 18 février, et les matchs retour les 24 et 25 février 2016.
| Équipe                 | Aller | Total  | Retour   | Équipe            |
| ---------------------- | ----- | ------ | -------- | ----------------- |
| Valence CF             | 6 - 0 | 10 - 0 | 4 - 0    | Rapid Vienne      |
| AC Fiorentina          | 1 - 1 | 1 - 4  | 0 - 3    | Tottenham Hotspur |
| Borussia Dortmund      | 2 - 0 | 3 - 0  | 1 - 0    | FC Porto          |
| Fenerbahçe             | 2 - 0 | 3 - 1  | 1 - 1    | Lokomotiv Moscou  |
| RSC Anderlecht         | 1 - 0 | 3 - 1  | 2 - 1 ap | Olympiakos        |
| FC Midtjylland         | 2 - 1 | 3 - 6  | 1 - 5    | Manchester United |
| FC Augsbourg           | 0 - 0 | 0 - 1  | 0 - 1    | Liverpool FC      |
| Sparta Prague          | 1 - 0 | 4 - 0  | 3 - 0    | FK Krasnodar      |
| Galatasaray            | 1 - 1 | 2 - 4  | 1 - 3    | Lazio Rome        |
| FC Sion                | 1 - 2 | 3 - 4  | 2 - 2    | Sporting Braga    |
| Chakhtar Donetsk       | 0 - 0 | 3 - 0  | 3 - 0    | Schalke 04        |
| Olympique de Marseille | 0 - 1 | 1 - 2  | 1 - 1    | Athletic Bilbao   |
| Séville FC             | 3 - 0 | 3 - 1  | 0 - 1    | Molde FK          |
| Sporting CP            | 0 - 1 | 1 - 4  | 1 - 3    | Bayer Leverkusen  |
| Villarreal CF          | 1 - 0 | 2 - 1  | 1 - 1    | SSC Naples        |
| AS Saint-Étienne       | 3 - 2 | 4 - 4E | 1 - 2    | FC Bâle           |

| 18 février 2016 | Valence CF                                                       | 6 - 0   | Rapid Vienne | Stade de Mestalla, Valence                             |                                                        |
| 21h05 CET       | Mina 4e 25e · Parejo 10e · Negredo 29e · Gomes 35e · Rodrigo 89e | (5 - 0) |              | Spectateurs : 28 831 Arbitrage : Miroslav Zelinka (en) | Spectateurs : 28 831 Arbitrage : Miroslav Zelinka (en) |
| 21h05 CET       | Rapport                                                          |         |              | Spectateurs : 28 831 Arbitrage : Miroslav Zelinka (en) | Spectateurs : 28 831 Arbitrage : Miroslav Zelinka (en) |

| 25 février 2016 | Rapid Vienne | 0 - 4   | Valence CF                                         | Stade Ernst-Happel, Vienne                         |                                                    |
| 19h00 CET       |              | (0 - 0) | 59e Rodrigo · 64e Feghouli · 72e Piatti · 88e Vezo | Spectateurs : 39 800 Arbitrage : Paolo Tagliavento | Spectateurs : 39 800 Arbitrage : Paolo Tagliavento |
| 19h00 CET       | Rapport      |         |                                                    | Spectateurs : 39 800 Arbitrage : Paolo Tagliavento | Spectateurs : 39 800 Arbitrage : Paolo Tagliavento |

| 18 février 2016 | AC Fiorentina    | 1 - 1   | Tottenham Hotspur | Stade Artemio-Franchi, Florence               |                                               |
| 19h00 CET       | Bernardeschi 59e | (0 - 1) | 37e (pen.) Chadli | Spectateurs : 15 200 Arbitrage : Felix Zwayer | Spectateurs : 15 200 Arbitrage : Felix Zwayer |
| 19h00 CET       | Rapport          |         |                   | Spectateurs : 15 200 Arbitrage : Felix Zwayer | Spectateurs : 15 200 Arbitrage : Felix Zwayer |

| 25 février 2016 | Tottenham Hotspur                            | 3 - 0   | AC Fiorentina | White Hart Lane, Londres                        |                                                 |
| 21h05 CET       | Mason 25e · Lamela 63e · Rodríguez 81e (csc) | (1 - 0) |               | Spectateurs : 34 880 Arbitrage : Ovidiu Hațegan | Spectateurs : 34 880 Arbitrage : Ovidiu Hațegan |
| 21h05 CET       | Rapport                                      |         |               | Spectateurs : 34 880 Arbitrage : Ovidiu Hațegan | Spectateurs : 34 880 Arbitrage : Ovidiu Hațegan |

| 18 février 2016 | Borussia Dortmund      | 2 - 0   | FC Porto | Signal Iduna Park, Dortmund                 |                                             |
| 19h00 CET       | Piszczek 6e · Reus 71e | (1 - 0) |          | Spectateurs : 65 851 Arbitrage : Luca Banti | Spectateurs : 65 851 Arbitrage : Luca Banti |
| 19h00 CET       | Rapport                |         |          | Spectateurs : 65 851 Arbitrage : Luca Banti | Spectateurs : 65 851 Arbitrage : Luca Banti |

| 25 février 2016 | FC Porto | 0 - 1   | Borussia Dortmund  | Estádio do Dragão, Porto                          |                                                   |
| 21h05 CET       |          | (0 - 1) | 23e (csc) Casillas | Spectateurs : 32 707 Arbitrage : Mark Clattenburg | Spectateurs : 32 707 Arbitrage : Mark Clattenburg |
| 21h05 CET       | Rapport  |         |                    | Spectateurs : 32 707 Arbitrage : Mark Clattenburg | Spectateurs : 32 707 Arbitrage : Mark Clattenburg |

| 16 février 2016 | Fenerbahçe    | 2 - 0   | Lokomotiv Moscou | Stade Şükrü Saracoğlu, Istanbul                            |                                                            |
| 18h00 CET       | Souza 18e 72e | (1 - 0) |                  | Spectateurs : 36 185 Arbitrage : Martin Strömbergsson (en) | Spectateurs : 36 185 Arbitrage : Martin Strömbergsson (en) |
| 18h00 CET       | Rapport       |         |                  | Spectateurs : 36 185 Arbitrage : Martin Strömbergsson (en) | Spectateurs : 36 185 Arbitrage : Martin Strömbergsson (en) |

| 25 février 2016 | Lokomotiv Moscou | 1 - 1   | Fenerbahçe | Stade Lokomotiv, Moscou                             |                                                     |
| 17h00 CET       | Samedov 45e      | (1 - 0) | 83e Topal  | Spectateurs : 15 695 Arbitrage : Ivan Kružliak (en) | Spectateurs : 15 695 Arbitrage : Ivan Kružliak (en) |
| 17h00 CET       | Rapport          |         |            | Spectateurs : 15 695 Arbitrage : Ivan Kružliak (en) | Spectateurs : 15 695 Arbitrage : Ivan Kružliak (en) |

| 18 février 2016 | RSC Anderlecht | 1 - 0   | Olympiakos | Stade Constant Vanden Stock, Anderlecht     |                                             |
| 19h00 CET       | Mbodj 68e      | (0 - 0) |            | Spectateurs : 15 397 Arbitrage : Ivan Bebek | Spectateurs : 15 397 Arbitrage : Ivan Bebek |
| 19h00 CET       | Rapport        |         |            | Spectateurs : 15 397 Arbitrage : Ivan Bebek | Spectateurs : 15 397 Arbitrage : Ivan Bebek |

| 25 février 2016 | Olympiakos           | 1 - 2 ap | RSC Anderlecht       | Stade Karaïskaki, Le Pirée                          |                                                     |
| 21h00 CET       | Fortoúnis 29e (pen.) | (1 - 0)  | 103e 112e Acheampong | Spectateurs : 31 005 Arbitrage : Arnold Hunter (en) | Spectateurs : 31 005 Arbitrage : Arnold Hunter (en) |
| 21h00 CET       | Rapport              |          |                      | Spectateurs : 31 005 Arbitrage : Arnold Hunter (en) | Spectateurs : 31 005 Arbitrage : Arnold Hunter (en) |

| 18 février 2016 | FC Midtjylland          | 2 - 1   | Manchester United | MCH Arena, Herning                                |                                                   |
| 19h00 CET       | Sisto 44e · Onuachu 77e | (1 - 1) | 37e Depay         | Spectateurs : 9 182 Arbitrage : Artur Soares Dias | Spectateurs : 9 182 Arbitrage : Artur Soares Dias |
| 19h00 CET       | Rapport                 |         |                   | Spectateurs : 9 182 Arbitrage : Artur Soares Dias | Spectateurs : 9 182 Arbitrage : Artur Soares Dias |

| 25 février 2016 | Manchester United                                                     | 5 - 1   | FC Midtjylland | Old Trafford, Manchester                    |                                             |
| 21h05 CET       | Bodurov 32e (csc) · Rashford 64e 75e · Herrera 88e (pen.) · Depay 90e | (1 - 1) | 28e Sisto      | Spectateurs : 58 609 Arbitrage : István Vad | Spectateurs : 58 609 Arbitrage : István Vad |
| 21h05 CET       |                                                                       | Rapport | 43e, 89e Rømer | Spectateurs : 58 609 Arbitrage : István Vad | Spectateurs : 58 609 Arbitrage : István Vad |

| 18 février 2016 | FC Augsbourg | 0 - 0   | Liverpool FC | WWK Arena, Augsbourg                                           |                                                                |
| 21h05 CET       |              | (0 - 0) |              | Spectateurs : 25 000 Arbitrage : David Fernández Borbalán (en) | Spectateurs : 25 000 Arbitrage : David Fernández Borbalán (en) |
| 21h05 CET       | Rapport      |         |              | Spectateurs : 25 000 Arbitrage : David Fernández Borbalán (en) | Spectateurs : 25 000 Arbitrage : David Fernández Borbalán (en) |

| 25 février 2016 | Liverpool FC     | 1 - 0   | FC Augsbourg | Anfield, Liverpool                              |                                                 |
| 19h00 CET       | Milner 5e (pen.) | (1 - 0) |              | Spectateurs : 43 081 Arbitrage : Clément Turpin | Spectateurs : 43 081 Arbitrage : Clément Turpin |
| 19h00 CET       | Rapport          |         |              | Spectateurs : 43 081 Arbitrage : Clément Turpin | Spectateurs : 43 081 Arbitrage : Clément Turpin |

| 18 février 2016 | Sparta Prague | 1 - 0   | FK Krasnodar | Generali Arena, Prague                         |                                                |
| 21h05 CET       | Juliš 64e     | (0 - 0) |              | Spectateurs : 14 120 Arbitrage : Slavko Vinčić | Spectateurs : 14 120 Arbitrage : Slavko Vinčić |
| 21h05 CET       | Rapport       |         |              | Spectateurs : 14 120 Arbitrage : Slavko Vinčić | Spectateurs : 14 120 Arbitrage : Slavko Vinčić |

| 25 février 2016 | FK Krasnodar    | 0 - 3   | Sparta Prague                                  | Stade Kouban, Krasnodar                             |                                                     |
| 19h00 CET       |                 | (0 - 0) | 51e Mareček · 57e Frýdek (en) · 70e Fatai (en) | Spectateurs : 14 850 Arbitrage : Stefan Johannesson | Spectateurs : 14 850 Arbitrage : Stefan Johannesson |
| 19h00 CET       | Kaboré 23e, 68e | Rapport |                                                | Spectateurs : 14 850 Arbitrage : Stefan Johannesson | Spectateurs : 14 850 Arbitrage : Stefan Johannesson |

| 18 février 2016 | Galatasaray  | 1 - 1   | Lazio Rome           | Türk Telekom Arena, Istanbul                    |                                                 |
| 21h05 CET       | Sarıoğlu 12e | (1 - 1) | 21e Milinković-Savić | Spectateurs : 33 353 Arbitrage : Michael Oliver | Spectateurs : 33 353 Arbitrage : Michael Oliver |
| 21h05 CET       | Rapport      |         |                      | Spectateurs : 33 353 Arbitrage : Michael Oliver | Spectateurs : 33 353 Arbitrage : Michael Oliver |

| 25 février 2016 | Lazio Rome                            | 3 - 1   | Galatasaray | Stadio Olimpico, Rome                                      |                                                            |
| 19h00 CET       | Parolo 59e · Anderson 61e · Klose 72e | (0 - 0) | 62e Öztekin | Spectateurs : 14 019 Arbitrage : Vladislav Bezborodov (en) | Spectateurs : 14 019 Arbitrage : Vladislav Bezborodov (en) |
| 19h00 CET       | Rapport                               |         |             | Spectateurs : 14 019 Arbitrage : Vladislav Bezborodov (en) | Spectateurs : 14 019 Arbitrage : Vladislav Bezborodov (en) |

| 18 février 2016 | FC Sion    | 1 - 2   | Sporting Braga               | Stade de Tourbillon, Sion                              |                                                        |
| 21h05 CET       | Konaté 53e | (0 - 1) | 13e Stojiljković · 61e Silva | Spectateurs : 9 000 Arbitrage : Yevhen Aranovskiy (en) | Spectateurs : 9 000 Arbitrage : Yevhen Aranovskiy (en) |
| 21h05 CET       |            | Rapport | 19e, 90e Vukčević            | Spectateurs : 9 000 Arbitrage : Yevhen Aranovskiy (en) | Spectateurs : 9 000 Arbitrage : Yevhen Aranovskiy (en) |

| 24 février 2016 | Sporting Braga                      | 2 - 2   | FC Sion       | Estádio Municipal, Braga                    |                                             |
| 18h00 CET       | Josué 27e (pen.) · Stojiljković 48e | (1 - 2) | 16e 29e Gekas | Spectateurs : 6 789 Arbitrage : Liran Liany | Spectateurs : 6 789 Arbitrage : Liran Liany |
| 18h00 CET       | Rapport                             |         |               | Spectateurs : 6 789 Arbitrage : Liran Liany | Spectateurs : 6 789 Arbitrage : Liran Liany |

| 18 février 2016 | Chakhtar Donetsk | 0 - 0   | Schalke 04 | Arena Lviv, Lviv                                    |                                                     |
| 21h05 CET       |                  | (0 - 0) |            | Spectateurs : 23 615 Arbitrage : Hüseyin Göçek (en) | Spectateurs : 23 615 Arbitrage : Hüseyin Göçek (en) |
| 21h05 CET       | Kucher 79e, 86e  | Rapport |            | Spectateurs : 23 615 Arbitrage : Hüseyin Göçek (en) | Spectateurs : 23 615 Arbitrage : Hüseyin Göçek (en) |

| 25 février 2016 | Schalke 04 | 0 - 3   | Chakhtar Donetsk                          | Veltins-Arena, Gelsenkirchen               |                                            |
| 19h00 CET       |            | (0 - 1) | 27e Marlos · 63e Ferreyra · 77e Kovalenko | Spectateurs : 45 308 Arbitrage : Matej Jug | Spectateurs : 45 308 Arbitrage : Matej Jug |
| 19h00 CET       | Rapport    |         |                                           | Spectateurs : 45 308 Arbitrage : Matej Jug | Spectateurs : 45 308 Arbitrage : Matej Jug |

| 18 février 2016 | Olympique de Marseille | 0 - 1   | Athletic Bilbao | Stade Vélodrome, Marseille                     |                                                |
| 21h05 CET       |                        | (0 - 0) | 54e Aduriz      | Spectateurs : 29 727 Arbitrage : Craig Thomson | Spectateurs : 29 727 Arbitrage : Craig Thomson |
| 21h05 CET       | Rapport                |         |                 | Spectateurs : 29 727 Arbitrage : Craig Thomson | Spectateurs : 29 727 Arbitrage : Craig Thomson |

| 25 février 2016 | Athletic Bilbao | 1 - 1   | Olympique de Marseille | San Mamés, Bilbao                                      |                                                        |
| 19h00 CET       | Merino 81e      | (0 - 1) | 40e Batshuayi          | Spectateurs : 38 259 Arbitrage : Aleksei Kulbakov (en) | Spectateurs : 38 259 Arbitrage : Aleksei Kulbakov (en) |
| 19h00 CET       | Rapport         |         |                        | Spectateurs : 38 259 Arbitrage : Aleksei Kulbakov (en) | Spectateurs : 38 259 Arbitrage : Aleksei Kulbakov (en) |

| 18 février 2016 | Séville FC                     | 3 - 0   | Molde FK | Stade Ramón-Sánchez-Pizjuán, Séville               |                                                    |
| 19h00 CET       | Llorente 35e 49e · Gameiro 72e | (1 - 0) |          | Spectateurs : 28 920 Arbitrage : Gediminas Mažeika | Spectateurs : 28 920 Arbitrage : Gediminas Mažeika |
| 19h00 CET       | Rapport                        |         |          | Spectateurs : 28 920 Arbitrage : Gediminas Mažeika | Spectateurs : 28 920 Arbitrage : Gediminas Mažeika |

| 25 février 2016 | Molde FK   | 1 - 0   | Séville FC | Aker Stadion, Molde                               |                                                   |
| 21h05 CET       | Hestad 43e | (1 - 0) |            | Spectateurs : 7 284 Arbitrage : Bobby Madden (en) | Spectateurs : 7 284 Arbitrage : Bobby Madden (en) |
| 21h05 CET       | Rapport    |         |            | Spectateurs : 7 284 Arbitrage : Bobby Madden (en) | Spectateurs : 7 284 Arbitrage : Bobby Madden (en) |

| 18 février 2016 | Sporting CP     | 0 - 1   | Bayer Leverkusen | Estádio José Alvalade XXI, Lisbonne            |                                                |
| 21h05 CET       |                 | (0 - 1) | 26e Bellarabi    | Spectateurs : 26 201 Arbitrage : Björn Kuipers | Spectateurs : 26 201 Arbitrage : Björn Kuipers |
| 21h05 CET       | Semedo 58e, 74e | Rapport |                  | Spectateurs : 26 201 Arbitrage : Björn Kuipers | Spectateurs : 26 201 Arbitrage : Björn Kuipers |

| 25 février 2016 | Bayer Leverkusen                   | 3 - 1   | Sporting CP | BayArena, Leverkusen                          |                                               |
| 19h00 CET       | Bellarabi 30e 65e · Çalhanoğlu 87e | (1 - 1) | 38e Mário   | Spectateurs : 26 585 Arbitrage : Ruddy Buquet | Spectateurs : 26 585 Arbitrage : Ruddy Buquet |
| 19h00 CET       | Rapport                            |         |             | Spectateurs : 26 585 Arbitrage : Ruddy Buquet | Spectateurs : 26 585 Arbitrage : Ruddy Buquet |

| 18 février 2016 | Villarreal CF | 1 - 0   | SSC Naples | El Madrigal, Vila-real                       |                                              |
| 19h00 CET       | Suárez 82e    | (0 - 0) |            | Spectateurs : 17 686 Arbitrage : Bas Nijhuis | Spectateurs : 17 686 Arbitrage : Bas Nijhuis |
| 19h00 CET       | Rapport       |         |            | Spectateurs : 17 686 Arbitrage : Bas Nijhuis | Spectateurs : 17 686 Arbitrage : Bas Nijhuis |

| 25 février 2016 | SSC Naples | 1 - 1   | Villarreal CF | Stade San Paolo, Naples                        |                                                |
| 21h05 CET       | Hamšík 17e | (1 - 0) | 59e Pina      | Spectateurs : 23 928 Arbitrage : Deniz Aytekin | Spectateurs : 23 928 Arbitrage : Deniz Aytekin |
| 21h05 CET       | Rapport    |         |               | Spectateurs : 23 928 Arbitrage : Deniz Aytekin | Spectateurs : 23 928 Arbitrage : Deniz Aytekin |

| 18 février 2016 | AS Saint-Étienne                           | 3 - 2   | FC Bâle                       | Stade Geoffroy-Guichard, Saint-Étienne                   |                                                          |
| 19h00 CET       | Sall 9e · Monnet-Paquet 39e · Bahebeck 77e | (2 - 1) | 44e Samuel · 56e (pen.) Janko | Spectateurs : 27 013 Arbitrage : Tasos Sidiropoulos (en) | Spectateurs : 27 013 Arbitrage : Tasos Sidiropoulos (en) |
| 19h00 CET       | Rapport                                    |         |                               | Spectateurs : 27 013 Arbitrage : Tasos Sidiropoulos (en) | Spectateurs : 27 013 Arbitrage : Tasos Sidiropoulos (en) |

| 25 février 2016 | FC Bâle         | 2 - 1   | AS Saint-Étienne  | Parc Saint-Jacques, Bâle                        |                                                 |
| 21h05 CET       | Zuffi 15e 90+2e | (1 - 0) | 90e Sall          | Spectateurs : 20 976 Arbitrage : Danny Makkelie | Spectateurs : 20 976 Arbitrage : Danny Makkelie |
| 21h05 CET       | Embolo 55e, 84e | Rapport | 82e, 82e Eysseric | Spectateurs : 20 976 Arbitrage : Danny Makkelie | Spectateurs : 20 976 Arbitrage : Danny Makkelie |

## Huitièmes de finale
Le tirage au sort des huitièmes de finale a lieu le 26 février 2016. Les matchs aller se jouent le 10 mars et les matchs retour le 17 mars 2016,.
| Équipe            | Aller | Total  | Retour | Équipe            |
| ----------------- | ----- | ------ | ------ | ----------------- |
| Chakhtar Donetsk  | 3 - 1 | 4 - 1  | 1 - 0  | RSC Anderlecht    |
| FC Bâle           | 0 - 0 | 0 - 3  | 0 - 3  | Séville FC        |
| Villarreal CF     | 2 - 0 | 2 - 0  | 0 - 0  | Bayer Leverkusen  |
| Athletic Bilbao   | 1 - 0 | 2E - 2 | 1 - 2  | Valence CF        |
| Liverpool FC      | 2 - 0 | 3 - 1  | 1 - 1  | Manchester United |
| Sparta Prague     | 1 - 1 | 4 - 1  | 3 - 0  | Lazio Rome        |
| Borussia Dortmund | 3 - 0 | 5 - 1  | 2 - 1  | Tottenham Hotspur |
| Fenerbahçe        | 1 - 0 | 2 - 4  | 1 - 4  | Sporting Braga    |

| 10 mars 2016 | Chakhtar Donetsk                       | 3 - 1   | RSC Anderlecht | Arena Lviv, Lviv                                   |                                                    |
| 19h00 CET    | Taison 21e · Kucher 24e · da Silva 79e | (2 - 0) | 68e Acheampong | Spectateurs : 23 621 Arbitrage : Artur Soares Dias | Spectateurs : 23 621 Arbitrage : Artur Soares Dias |
| 19h00 CET    | Rapport                                |         |                | Spectateurs : 23 621 Arbitrage : Artur Soares Dias | Spectateurs : 23 621 Arbitrage : Artur Soares Dias |

| 17 mars 2016 | RSC Anderlecht | 0 - 1   | Chakhtar Donetsk | Stade Constant Vanden Stock, Anderlecht              |                                                      |
| 21h05 CET    |                | (0 - 0) | 90+3e Eduardo    | Spectateurs : 13 785 Arbitrage : Antonio Mateu Lahoz | Spectateurs : 13 785 Arbitrage : Antonio Mateu Lahoz |
| 21h05 CET    | Mbodj 86e      | Rapport | 36e, 84e Kucher  | Spectateurs : 13 785 Arbitrage : Antonio Mateu Lahoz | Spectateurs : 13 785 Arbitrage : Antonio Mateu Lahoz |

| 10 mars 2016 | FC Bâle | 0 - 0   | Séville FC      | Parc Saint-Jacques, Bâle                        |                                                 |
| 19h00 CET    |         | (0 - 0) |                 | Spectateurs : 22 403 Arbitrage : Anthony Taylor | Spectateurs : 22 403 Arbitrage : Anthony Taylor |
| 19h00 CET    |         | Rapport | 75e, 87e Nzonzi | Spectateurs : 22 403 Arbitrage : Anthony Taylor | Spectateurs : 22 403 Arbitrage : Anthony Taylor |

| 17 mars 2016 | Séville FC                 | 3 - 0   | FC Bâle | Stade Ramón-Sánchez-Pizjuán, Séville           |                                                |
| 21h05 CET    | Rami 35e · Gameiro 44e 45e | (3 - 0) |         | Spectateurs : 35 546 Arbitrage : Deniz Aytekin | Spectateurs : 35 546 Arbitrage : Deniz Aytekin |
| 21h05 CET    | Rapport                    |         |         | Spectateurs : 35 546 Arbitrage : Deniz Aytekin | Spectateurs : 35 546 Arbitrage : Deniz Aytekin |

| 10 mars 2016 | Villarreal CF  | 2 - 0   | Bayer Leverkusen  | El Madrigal, Vila-real                           |                                                  |
| 21h05 CET    | Bakambu 4e 56e | (1 - 0) |                   | Spectateurs : 16 211 Arbitrage : Gianluca Rocchi | Spectateurs : 16 211 Arbitrage : Gianluca Rocchi |
| 21h05 CET    |                | Rapport | 76e, 90+5e Jedvaj | Spectateurs : 16 211 Arbitrage : Gianluca Rocchi | Spectateurs : 16 211 Arbitrage : Gianluca Rocchi |

| 17 mars 2016 | Bayer Leverkusen | 0 - 0   | Villarreal CF | BayArena, Leverkusen                           |                                                |
| 19h00 CET    |                  | (0 - 0) |               | Spectateurs : 23 409 Arbitrage : Willie Collum | Spectateurs : 23 409 Arbitrage : Willie Collum |
| 19h00 CET    | Rapport          |         |               | Spectateurs : 23 409 Arbitrage : Willie Collum | Spectateurs : 23 409 Arbitrage : Willie Collum |

| 10 mars 2016 | Athletic Bilbao | 1 - 0   | Valence CF | San Mamés, Bilbao                              |                                                |
| 21h05 CET    | García 20e      | (1 - 0) |            | Spectateurs : 35 765 Arbitrage : Björn Kuipers | Spectateurs : 35 765 Arbitrage : Björn Kuipers |
| 21h05 CET    | Rapport         |         |            | Spectateurs : 35 765 Arbitrage : Björn Kuipers | Spectateurs : 35 765 Arbitrage : Björn Kuipers |

| 17 mars 2016 | Valence CF            | 2 - 1   | Athletic Bilbao | Stade de Mestalla, Valence                      |                                                 |
| 19h00 CET    | Mina 13e · Santos 37e | (2 - 0) | 76e Aduriz      | Spectateurs : 31 681 Arbitrage : Daniele Orsato | Spectateurs : 31 681 Arbitrage : Daniele Orsato |
| 19h00 CET    | Rapport               |         |                 | Spectateurs : 31 681 Arbitrage : Daniele Orsato | Spectateurs : 31 681 Arbitrage : Daniele Orsato |

| 10 mars 2016 | Liverpool FC                       | 2 - 0   | Manchester United | Anfield, Liverpool                                       |                                                          |
| 21h05 CET    | Sturridge 20e (pen.) · Firmino 73e | (1 - 0) |                   | Spectateurs : 43 228 Arbitrage : Carlos Velasco Carballo | Spectateurs : 43 228 Arbitrage : Carlos Velasco Carballo |
| 21h05 CET    | Rapport                            |         |                   | Spectateurs : 43 228 Arbitrage : Carlos Velasco Carballo | Spectateurs : 43 228 Arbitrage : Carlos Velasco Carballo |

| 17 mars 2016 | Manchester United  | 1 - 1   | Liverpool FC | Old Trafford, Manchester                       |                                                |
| 21h05 CET    | Martial 32e (pen.) | (1 - 1) | 45e Coutinho | Spectateurs : 75 180 Arbitrage : Milorad Mažić | Spectateurs : 75 180 Arbitrage : Milorad Mažić |
| 21h05 CET    | Rapport            |         |              | Spectateurs : 75 180 Arbitrage : Milorad Mažić | Spectateurs : 75 180 Arbitrage : Milorad Mažić |

| 10 mars 2016 | Sparta Prague | 1 - 1   | Lazio Rome | Generali Arena, Prague                                    |                                                           |
| 21h05 CET    | Frýdek 13e    | (1 - 1) | 39e Parolo | Spectateurs : 17 482 Arbitrage : Alberto Undiano Mallenco | Spectateurs : 17 482 Arbitrage : Alberto Undiano Mallenco |
| 21h05 CET    | Rapport       |         |            | Spectateurs : 17 482 Arbitrage : Alberto Undiano Mallenco | Spectateurs : 17 482 Arbitrage : Alberto Undiano Mallenco |

| 17 mars 2016 | Lazio Rome | 0 - 3   | Sparta Prague                       | Stadio Olimpico, Rome                         |                                               |
| 19h00 CET    |            | (0 - 3) | 10e Dočkal · 12e Krejčí · 44e Juliš | Spectateurs : 18 827 Arbitrage : Ruddy Buquet | Spectateurs : 18 827 Arbitrage : Ruddy Buquet |
| 19h00 CET    | Rapport    |         |                                     | Spectateurs : 18 827 Arbitrage : Ruddy Buquet | Spectateurs : 18 827 Arbitrage : Ruddy Buquet |

| 10 mars 2016 | Borussia Dortmund             | 3 - 0   | Tottenham Hotspur | Signal Iduna Park, Dortmund                   |                                               |
| 19h00 CET    | Aubameyang 30e · Reus 61e 70e | (1 - 0) |                   | Spectateurs : 65 848 Arbitrage : Cüneyt Çakır | Spectateurs : 65 848 Arbitrage : Cüneyt Çakır |
| 19h00 CET    | Rapport                       |         |                   | Spectateurs : 65 848 Arbitrage : Cüneyt Çakır | Spectateurs : 65 848 Arbitrage : Cüneyt Çakır |

| 17 mars 2016 | Tottenham Hotspur | 1 - 2   | Borussia Dortmund  | White Hart Lane, Londres                        |                                                 |
| 21h05 CET    | Son 74e           | (0 - 1) | 24e 71e Aubameyang | Spectateurs : 34 593 Arbitrage : Nicola Rizzoli | Spectateurs : 34 593 Arbitrage : Nicola Rizzoli |
| 21h05 CET    | Rapport           |         |                    | Spectateurs : 34 593 Arbitrage : Nicola Rizzoli | Spectateurs : 34 593 Arbitrage : Nicola Rizzoli |

| 10 mars 2016 | Fenerbahçe | 1 - 0   | Sporting Braga | Stade Şükrü Saracoğlu, Istanbul                 |                                                 |
| 19h00 CET    | Topal 82e  | (0 - 0) |                | Spectateurs : 40 197 Arbitrage : Clément Turpin | Spectateurs : 40 197 Arbitrage : Clément Turpin |
| 19h00 CET    | Rapport    |         |                | Spectateurs : 40 197 Arbitrage : Clément Turpin | Spectateurs : 40 197 Arbitrage : Clément Turpin |

| 17 mars 2016 | Sporting Braga                                               | 4 - 1   | Fenerbahçe                                                                                          | Estádio Municipal, Braga                    |                                             |
| 21h05 CET    | Hassan 11e · Josué 69e (pen.) · Stojiljković 74e · Silva 84e | (1 - 1) | 45+3e Potuk                                                                                         | Spectateurs : 16 431 Arbitrage : Ivan Bebek | Spectateurs : 16 431 Arbitrage : Ivan Bebek |
| 21h05 CET    | Josué 49e · Stojiljković 79e                                 | Rapport | 9e, 66e Topal · 31e van Persie · 44e Souza · 66e Demirel · 79e Erkin · 87e Potuk · 90+3e, 90+7e Şen | Spectateurs : 16 431 Arbitrage : Ivan Bebek | Spectateurs : 16 431 Arbitrage : Ivan Bebek |

## Quarts de finale
Le tirage au sort des quarts de finale a lieu le 18 mars 2016. Les matchs aller se jouent le 7 avril et les matchs retour le 14 avril 2016.
| Équipe            | Aller | Total             | Retour   | Équipe           |
| ----------------- | ----- | ----------------- | -------- | ---------------- |
| Sporting Braga    | 1 - 2 | 1 - 6             | 0 - 4    | Chakhtar Donetsk |
| Villarreal CF     | 2 - 1 | 6 - 3             | 4 - 2    | Sparta Prague    |
| Athletic Bilbao   | 1 - 2 | 3 - 3 (4 - 5 tab) | 2 - 1 ap | Séville FC       |
| Borussia Dortmund | 1 - 1 | 4 - 5             | 3 - 4    | Liverpool FC     |

| 7 avril 2016 | Sporting Braga | 1 - 2   | Chakhtar Donetsk             | Estádio Municipal, Braga                        |                                                 |
| 21h05 CEST   | Eduardo 89e    | (0 - 1) | 45e Rakitskiy · 75e Ferreyra | Spectateurs : 21 645 Arbitrage : Jonas Eriksson | Spectateurs : 21 645 Arbitrage : Jonas Eriksson |
| 21h05 CEST   | Rapport        |         |                              | Spectateurs : 21 645 Arbitrage : Jonas Eriksson | Spectateurs : 21 645 Arbitrage : Jonas Eriksson |

| 14 avril 2016 | Chakhtar Donetsk                                               | 4 - 0   | Sporting Braga | Arena Lviv, Lviv                                |                                                 |
| 21h05 CEST    | Srna 25e (pen.) · Ferreira 43e (csc) 74e (csc) · Kovalenko 50e | (2 - 0) |                | Spectateurs : 33 617 Arbitrage : Pavel Královec | Spectateurs : 33 617 Arbitrage : Pavel Královec |
| 21h05 CEST    | Rapport                                                        |         |                | Spectateurs : 33 617 Arbitrage : Pavel Královec | Spectateurs : 33 617 Arbitrage : Pavel Královec |

| 7 avril 2016 | Villarreal CF  | 2 - 1   | Sparta Prague | El Madrigal, Vila-real                          |                                                 |
| 21h05 CEST   | Bakambu 3e 63e | (1 - 1) | 45+4e Brabec  | Spectateurs : 15 803 Arbitrage : Ovidiu Haţegan | Spectateurs : 15 803 Arbitrage : Ovidiu Haţegan |
| 21h05 CEST   | Rapport        |         |               | Spectateurs : 15 803 Arbitrage : Ovidiu Haţegan | Spectateurs : 15 803 Arbitrage : Ovidiu Haţegan |

| 14 avril 2016 | Sparta Prague           | 2 - 4   | Villarreal CF                                        | Generali Arena, Prague                           |                                                  |
| 21h05 CEST    | Dočkal 65e · Krejčí 71e | (0 - 3) | 5e 49e Bakambu · 43e Castillejo · 45+1e (csc) Lafata | Spectateurs : 18 201 Arbitrage : Martin Atkinson | Spectateurs : 18 201 Arbitrage : Martin Atkinson |
| 21h05 CEST    | Rapport                 |         |                                                      | Spectateurs : 18 201 Arbitrage : Martin Atkinson | Spectateurs : 18 201 Arbitrage : Martin Atkinson |

| 7 avril 2016 | Athletic Bilbao | 1 - 2   | Séville FC                     | San Mamés, Bilbao                                 |                                                   |
| 21h05 CEST   | Aduriz 48e      | (0 - 0) | 56e Kolodziejczak · 83e Iborra | Spectateurs : 40 856 Arbitrage : Mark Clattenburg | Spectateurs : 40 856 Arbitrage : Mark Clattenburg |
| 21h05 CEST   | Rapport         |         |                                | Spectateurs : 40 856 Arbitrage : Mark Clattenburg | Spectateurs : 40 856 Arbitrage : Mark Clattenburg |

| 14 avril 2016 | Séville FC                                              | 1 - 2 ap          | Athletic Bilbao | Stade Ramón-Sánchez-Pizjuán, Séville           |                                                |
| 21h05 CEST    | Gameiro 59e                                             | (0 - 0, 1 - 2)    | 57e Aduriz · 80e García                                                                                                  | Spectateurs : 38 567 Arbitrage : Damir Skomina | Spectateurs : 38 567 Arbitrage : Damir Skomina |
| 21h05 CEST    | Rami 86e · Nzonzi 105+1e · Coke 114e · Konoplyanka 116e | Rapport           | 28e Boveda · 65e San José · 74e Balenziaga · 86e Viguera · 95e Muniain · 98e Iraizoz · 102e de Marcos · 105+1e Etxeita · | Spectateurs : 38 567 Arbitrage : Damir Skomina | Spectateurs : 38 567 Arbitrage : Damir Skomina |
| 21h05 CEST    | Coke · Krychowiak · Konoplyanka · Nzonzi · Gameiro      | Tirs au but 5 - 4 | García · Viguera · San José · Beñat · Susaeta                                                                            | Spectateurs : 38 567 Arbitrage : Damir Skomina | Spectateurs : 38 567 Arbitrage : Damir Skomina |

| 7 avril 2016 | Borussia Dortmund | 1 - 1   | Liverpool FC | Signal Iduna Park, Dortmund                              |                                                          |
| 21h05 CEST   | Hummels 48e       | (0 - 1) | 36e Origi    | Spectateurs : 65 848 Arbitrage : Carlos Velasco Carballo | Spectateurs : 65 848 Arbitrage : Carlos Velasco Carballo |
| 21h05 CEST   | Rapport           |         |              | Spectateurs : 65 848 Arbitrage : Carlos Velasco Carballo | Spectateurs : 65 848 Arbitrage : Carlos Velasco Carballo |

| 14 avril 2016 | Liverpool FC                                        | 4 - 3   | Borussia Dortmund                        | Anfield, Liverpool                            |                                               |
| 21h05 CEST    | Origi 48e · Coutinho 66e · Sakho 78e · Lovren 90+1e | (0 - 2) | 5e Mkhitaryan · 9e Aubameyang · 57e Reus | Spectateurs : 42 984 Arbitrage : Cüneyt Çakır | Spectateurs : 42 984 Arbitrage : Cüneyt Çakır |
| 21h05 CEST    | Rapport                                             |         |                                          | Spectateurs : 42 984 Arbitrage : Cüneyt Çakır | Spectateurs : 42 984 Arbitrage : Cüneyt Çakır |

## Demi-finales
Le tirage au sort des demi-finales a lieu le 15 avril 2016. Les matchs aller se jouent le 28 avril et les matchs retour le 5 mai 2016.
| Équipe           | Aller | Total | Retour | Équipe       |
| ---------------- | ----- | ----- | ------ | ------------ |
| Chakhtar Donetsk | 2 - 2 | 3 - 5 | 1 - 3  | Séville FC   |
| Villarreal CF    | 1 - 0 | 1 - 3 | 0 - 3  | Liverpool FC |

| 28 avril 2016 | Chakhtar Donetsk            | 2 - 2   | Séville FC                     | Arena Lviv, Lviv                                  |                                                   |
| 21h05 CEST    | Marlos 23e · Stepanenko 36e | (2 - 1) | 6e Vitolo · 82e (pen.) Gameiro | Spectateurs : 34 267 Arbitrage : Szymon Marciniak | Spectateurs : 34 267 Arbitrage : Szymon Marciniak |
| 21h05 CEST    | Rapport                     |         |                                | Spectateurs : 34 267 Arbitrage : Szymon Marciniak | Spectateurs : 34 267 Arbitrage : Szymon Marciniak |

| 5 mai 2016 | Séville FC                    | 3 - 1   | Chakhtar Donetsk | Stade Ramón-Sánchez-Pizjuán, Séville           |                                                |
| 21h05 CEST | Gameiro 9e 47e · Ferreira 59e | (1 - 1) | 44e Eduardo      | Spectateurs : 41 286 Arbitrage : Björn Kuipers | Spectateurs : 41 286 Arbitrage : Björn Kuipers |
| 21h05 CEST | Rapport                       |         |                  | Spectateurs : 41 286 Arbitrage : Björn Kuipers | Spectateurs : 41 286 Arbitrage : Björn Kuipers |

| 28 avril 2016 | Villarreal CF | 1 - 0   | Liverpool FC | El Madrigal, Vila-real                         |                                                |
| 21h05 CEST    | López 90+2e   | (0 - 0) |              | Spectateurs : 21 606 Arbitrage : Damir Skomina | Spectateurs : 21 606 Arbitrage : Damir Skomina |
| 21h05 CEST    | Rapport       |         |              | Spectateurs : 21 606 Arbitrage : Damir Skomina | Spectateurs : 21 606 Arbitrage : Damir Skomina |

| 5 mai 2016 | Liverpool FC                                 | 3 - 0   | Villarreal CF | Anfield, Liverpool                             |                                                |
| 21h05 CEST | Bruno 7e (csc) · Sturridge 63e · Lallana 81e | (1 - 0) |               | Spectateurs : 43 074 Arbitrage : Viktor Kassai | Spectateurs : 43 074 Arbitrage : Viktor Kassai |
| 21h05 CEST |                                              | Rapport | 30e, 71e Ruiz | Spectateurs : 43 074 Arbitrage : Viktor Kassai | Spectateurs : 43 074 Arbitrage : Viktor Kassai |

## Finale
La finale se joue le mercredi 18 mai 2016 au Parc Saint-Jacques à Bâle.
| 18 mai 2016 | Liverpool FC  | 1 - 3   | Séville FC                 | Parc Saint-Jacques, Bâle                        |                                                 |
| 20h45 CEST  | Sturridge 35e | (1 - 0) | 46e Gameiro · 64e 70e Coke | Spectateurs : 34 429 Arbitrage : Jonas Eriksson | Spectateurs : 34 429 Arbitrage : Jonas Eriksson |
| 20h45 CEST  | Rapport       |         |                            | Spectateurs : 34 429 Arbitrage : Jonas Eriksson | Spectateurs : 34 429 Arbitrage : Jonas Eriksson |